# Trzynasty występek
Trzynasty występek. Opowiadania – zbiór 12 opowiadań Edmunda Niziurskiego, które wcześniej ukazały się w różnych czasopismach młodzieżowych. Tytuł zbioru pochodzi od jednego z nich. Autor żartobliwie mówi we wstępie o ich „przyziemnej genezie”, jako że były pisane nie z natchnienia, ale na zamówienie. Pięć ostatnich utworów zawiera postacie z powieści Awantura w Niekłaju. Zbiór został wydany po raz pierwszy w 1973 jako Opowiadania, a w 1976 wznowiony w serii Biblioteka młodych pod obecnym tytułem, przez Wydawnictwo Harcerskie Horyzonty, z ilustracjami Bogusława Orlińskiego (oprócz okładki Zbigniewa Rychlickiego).

## Utwory
- Sprawa Klarneta (1953)
- Grubas (1954)
- Szkielet (1955)
- Lalu Koncewicz, broda i miłość (1959)
- Równy chłopak i Rezus (1959)
- Biała Noga i chłopak z Targówka (1960, dla Płomyka)
- Trzynasty występek (1960?)
- Alarm na poddaszu (1962)
- Diabli Zjazd (1962)
- Nikodem, czyli tajemnica gabinetu (1962)
- Spisek słabych (1962)
- Siódme żebro (1962)